# 隱形能力

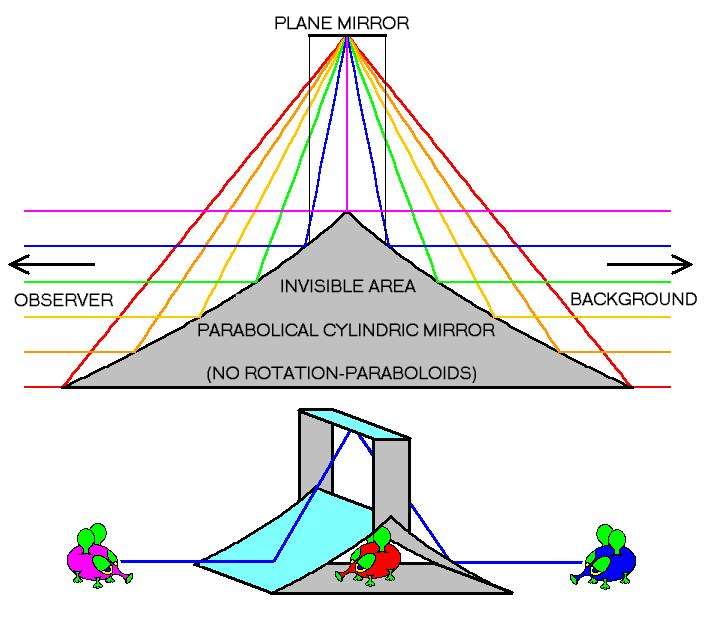
隱形的理論

隐形（invisibility）或隐身（cloaking，stealth）、匿蹤、隐蔽性、无形性、不可见性，是指物体的状态无法被观察到，属于一种视觉屏蔽或障眼术。隐形现象是物理学和知觉心理学研究的范围。
隱形能力或隱身能力，是指人或機器能夠將自身變成透明的超能力，這是奇幻、科幻作品常見的題材之一。

## 常見設定
透明人的身體是看不見的，但透明人本身仍然可以看見其它的物體。有些透明人即使透明也能觸碰得到，有些則不行。隱形通常被認為是最高形式的偽裝 ，因為它不顯示任何一種重要的視覺、也沒有任何頻率的電磁波譜，如無線電、紅外線、紫外線等。
在影視作品中出現時，通常會讓透明人呈現半透明的狀態，以免閱聽者完全看不到該名角色。

## 科學技術
隱形概念最早來自於John Pendry和Andrew Ward在1996年的一篇論文。2006年蘇格蘭聖安德魯斯大學物理學家乌尔夫·雷昂哈特（Ulf Leonhardt）曾写了一篇题为《Optical conformal mapping》的论文稱“一个隐形装置应该能使光线绕过一个物体，使这个物体看起来根本不在那里。”美國羅徹斯特大學的葛林利夫 (Allan Greenleaf) 提出電磁蟲洞，光線會經由別的管道傳輸，在某處消失然後在別處出現。
目前，實用的隱形裝置不存在，但仍有不少科學家致力於隱形技術。2006年开始，就陆陆续续的出现了很多有趣的实验。2006年，英國倫敦帝國大學的理論物理學家约翰·彭德里和美國杜克大學的David Smith 、助理教授David Schurig等人提出隱形斗篷，他們以超穎材料(metamaterial, 硅纳米材料) 製造出一個可以讓微波彎曲繞道的圓柱。加利福尼亚大学伯克利分校研究员Xiang Zhang透過分散光的视觉效果。
低可偵測性技術（Stealth technology），俗稱“匿蹤技術”，是通過特殊設計、表面材質或裝置，降低物體被偵測到的機會或縮短其可被偵測距離的科技。

## 流行文化

### 古籍
- 據《龍樹菩薩傳》載，龍樹未出家前，曾學隱身法，潛入國王後宮性侵侍女。

### 大眾小說
- 英國小說家赫伯特·喬治·威爾斯在1897年發表的《隱形人》，被認為是最早提及隱形能力的科幻作品。
- 中文科幻小說中，其中一個廣為人知以隱形能力為題材的乃倪匡衛斯理系列在1965年的《透明光》。故事中一個印加帝國遺留下來的盒子所釋放出的光線能使人體隱形。
- J.K.罗琳的小说《哈利波特》中哈利有隐身斗篷。

### 漫畫
- 驚奇四超人
- ONE PIECE
- 我的英雄學院
- 魔法零蛋
- 鐵甲奇俠（iron man）中，主角東尼·史塔克(Tony Stark)有部分裝甲具有隱形功能，即stealth armor，使敵人在目視下無法見到。然而，在其第二集的手機遊戲的設定中，裝甲仍然在雷達上可被偵測出來。這一點與現實科技並不相符。軍事科技上，有隱形戰機能避開雷達偵測而對敵方進行伏擊轟炸，如f-117a隱形轟炸機及之後的其他更先進型號的戰機。以他的財力及科技絕對可以做出比美軍戰機更出色的戰甲。

### 動畫
- 日本2012年SF機器人動畫之中，其中一位女角色柚葉·蘇爾的Element能力是「光學透化」，經常因害羞的緣故而把自己變透明才活動，只有青蛙形狀的絨毛玩具可讓旁人看見。

### 電影
- 科幻電影《铁血戰士》，其續集及其系列，外星人的隱身裝置可以令光線透過其身體。

- 電影《G.I. Joe義勇群英》中，有特種士兵穿上一件光學迷彩的外套裝備，同樣可以令光線穿透人體，或將身後事物及光線等顯現於身體前面，從而使自身變成隱形，但仍能被觸摸。而且，可以用某些方法使其迷彩功能失效，如將有顏色的物料，即墨汁，油污等散佈於衣物上， 現出人形。然而，與第一集其他極先進裝備一樣，於續集幾乎完全無再出現，令續集中特種部隊與一般士兵接近無異。

- 漫威電影《復仇者聯盟》中，神盾局飛行母艦(helicarrier)具備隱形功能，同樣是以光學迷彩形式出現。當然戲劇效果上，在敵人（被邪神洛基操控的鷹眼（Clint Barton）和其攻擊隊員）要攻擊母艦時，及其他有關艦上的場景時是可見的。基於要令觀眾看到，之後的現形是自然的。然而鷹眼攻擊艦隻時能夠見到母艦是存疑的，因為飛行船可能因系統某種連結可見到母艦是正常，但以人來說，鷹眼理應見不到艦隻，更莫說瞄準某一點進行射擊。

### 電視劇
- 香港無綫電視於1997年推出電視劇《隱形怪傑》，是一個喝了隱形藥水便可以隱形的故事。

### 遊戲
- 維爾福推出的第一人称射击游戏之中，支援類的職業間諜裝備了隱形用手錶作為其中一種匿蹤裝置。
- 終極動員令系列的隱形坦克：Nod兄弟會高級裝甲單位，發射兩發飛彈攻擊任何目標